# Vinninga
Vinninga est une localité de Suède située dans la commune de Lidköping du comté de Västra Götaland. Elle couvre une superficie de 0,86 km2. En 2010, elle compte 1 078 habitants.